# Resolució 765 del Consell de Seguretat de les Nacions Unides
La Resolució 765 del Consell de Seguretat de les Nacions Unides fou adoptada per unanimitat el 16 de juliol de 1992. després de recordar resolucions 392 (1976), 473 (1980), 554 (1984) i la  556 (1984), el Consell va condemnar l'escalada de violència a Sud-àfrica, en particular la massacre de Boipatong el 17 de juny de 1992, que va provocar la mort de 46 persones, i la suspensió del Congrés Nacional Africà (ANC) de converses bilaterals amb el govern de Sud-àfrica.
La resolució va instar les autoritats sud-africanes a posar fi a la violència i posar als responsables de disparar contra els manifestants davant la justícia. També va demanar a les parts interessades que vetllin per la posada en pràctica de l'Acord Nacional de Pau.
El Consell convida al Secretari General Boutros Boutros-Ghali a nomenar un Representant Especial de Sud-àfrica per recomanar, després de negociacions amb el CNA, els altres partits i el govern sud-africà, una sèrie de mesures que podria acabar amb la violència política al país i conduir a una transició cap a una Sud-àfrica democràtica i no racista. El Representant Especial Cyrus Vance va visitar Sud-àfrica el 21–31 de juliol de 1992, i el Secretari General va informar al Consell el 7 de juliol de 1992, donant lloc a l'adopció de la Resolució 772.